# Sven Volmering

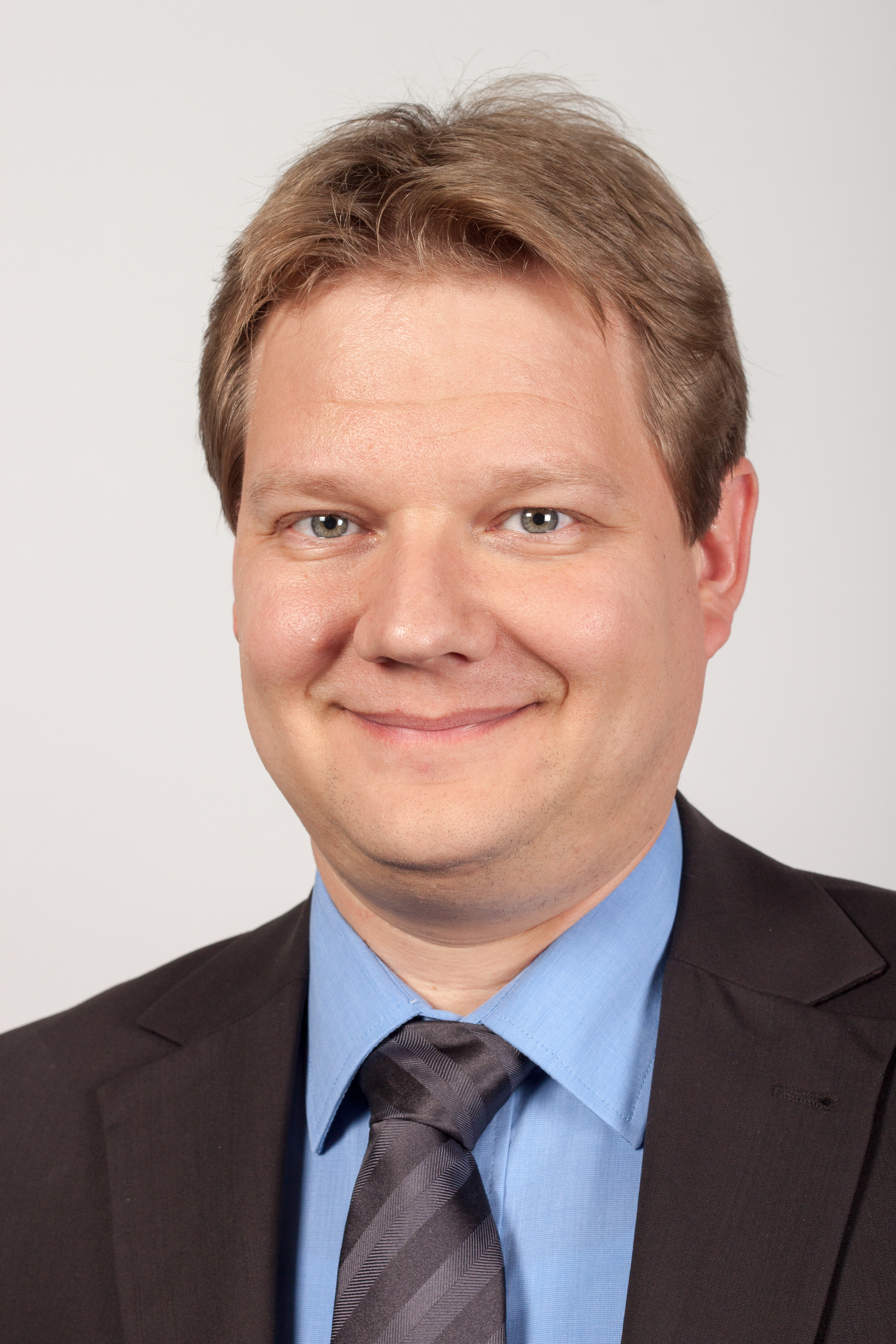
Sven Volmering (2014)

Sven Volmering (* 15. April 1976 in Rhede) ist ein deutscher Politiker, der von 2013 bis 2017 Bundestagsabgeordneter der CDU war.

## Ausbildung und Beruf
1995 machte er sein Abitur am privaten Bischöflichen St. Josef-Gymnasium in Bocholt und leistete im Anschluss seinen Grundwehrdienst bei der Bundeswehr in Coesfeld ab.
Von 1996 bis 2002 studierte er Politikwissenschaften, Neuere und Neueste Geschichte und Wirtschaftspolitik an der Westfälischen Wilhelms-Universität Münster und schloss das Studium mit dem Magister Artium ab. Von 2002 bis 2003 studierte er Erziehungswissenschaften und absolvierte von 2004 bis 2006 sein Referendariat, das er mit dem Staatsexamen abschloss.
Volmering arbeitete ab Anfang 2006 als Sozialwissenschafts-, Politik- und Geschichtslehrer am Kopernikus-Gymnasium Neubeckum und seit Juli 2006 am Mariengymnasium in Bocholt.

## Politische Karriere
Volmering trat 1991 in die Junge Union und 1992 in die CDU ein. Von 1994 bis 2009 gehörte er dem Stadtrat von Bocholt an.
Von 1992 bis 2001 war Volmering Stadtverbandsvorsitzender der Jungen Union Bocholt. Seit 2003 ist er dort Ehrenvorsitzender. Von 2003 bis 2007 führte Volmering den Bezirksverband der Jungen Union Münsterland an. Von 2006 bis 2012 war er Landesvorsitzender der Jungen Union Nordrhein-Westfalen.
Er trat bei den Bundestagswahlen 2009, 2013, 2017 und 2021 jeweils erfolglos im Bundestagswahlkreis Bottrop – Recklinghausen III (Bottrop, Gladbeck, Dorsten) an. Bei der Bundestagswahl 2013 gelang ihm der Einzug in den Bundestag über Platz 26 auf der Landesliste Nordrhein-Westfalen.
Volmering ist seit 2006 Mitglied des Landesvorstandes der CDU Nordrhein-Westfalen, von 2010 bis 2014 war er stellvertretender Landesvorsitzender. Gemeinsam mit Thomas Jarzombek leitet er seit 2010 den Netzbeirat der CDU NRW.

## Bundestagsabgeordneter
Im Bundestag war Volmering ordentliches Mitglied im Ausschuss für Bildung, Forschung und Technikfolgenabschätzung und stellvertretendes Mitglied im Sportausschuss. Für die CDU/CSU-Bundestagsfraktion war er Berichterstatter für Digitale Bildung, Bildungsforschung, Medienkompetenz und Fernstudium/Fernunterricht.
Volmering gehörte darüber hinaus den fraktionsinternen Gruppen Parlamentskreis Mittelstand, AG Kommunalpolitik und AG Ruhrgebiet an.
Seit 2014 ist Volmering stellvertretendes Kuratoriumsmitglied der Bundeszentrale für politische Bildung.

## Privates
Volmering ist römisch-katholisch. Er ist verheiratet und hat zwei Töchter. Er ist bekennender Anhänger des VfB Stuttgart.